# بين هارني
بين هارني (بالإنجليزية: Ben Harney)‏ هو كاتب أغاني أمريكي، ولد في 6 مارس 1872، وتوفي في 2 مارس 1938 بسبب نوبة قلبية.

## وصلات خارجية
- بين هارني على موقع ميوزك برينز (الإنجليزية)
- بين هارني على موقع ديسكوغز (الإنجليزية)